# Trotro
Trotro (o Trotrò) è una serie animata per bambini. Ogni puntata ha la durata di tre minuti. Ne è stata tratta una versione a fumetti pubblicata in italiano dalla Red Edizioni. Il personaggio è un piccolo asinello di quattro anni grigio antropomorfo, che sa sempre quello che gli piace e non gli piace nei comuni avvenimenti della quotidianità infantile, è una sorta di piccolo eroe positivo, col quale i bambini in età prescolare si identificano facilmente. Venne ideato da Bénédicte Guettier e la serie è una coproduzione Storimages & 2 Minutes e Gallimard Jeuness, realizzato da Eric Cazes e Stéphane Lezoray. Testi e musiche sono scritti e interpretati da Francis Médoc e Frédéric Durieux.

## Personaggi
- Trotro: Doppiato da Davide Perino (ed. italiana). &  Gabriele Patriarca (ed. italiana).

## Elenco degli episodi

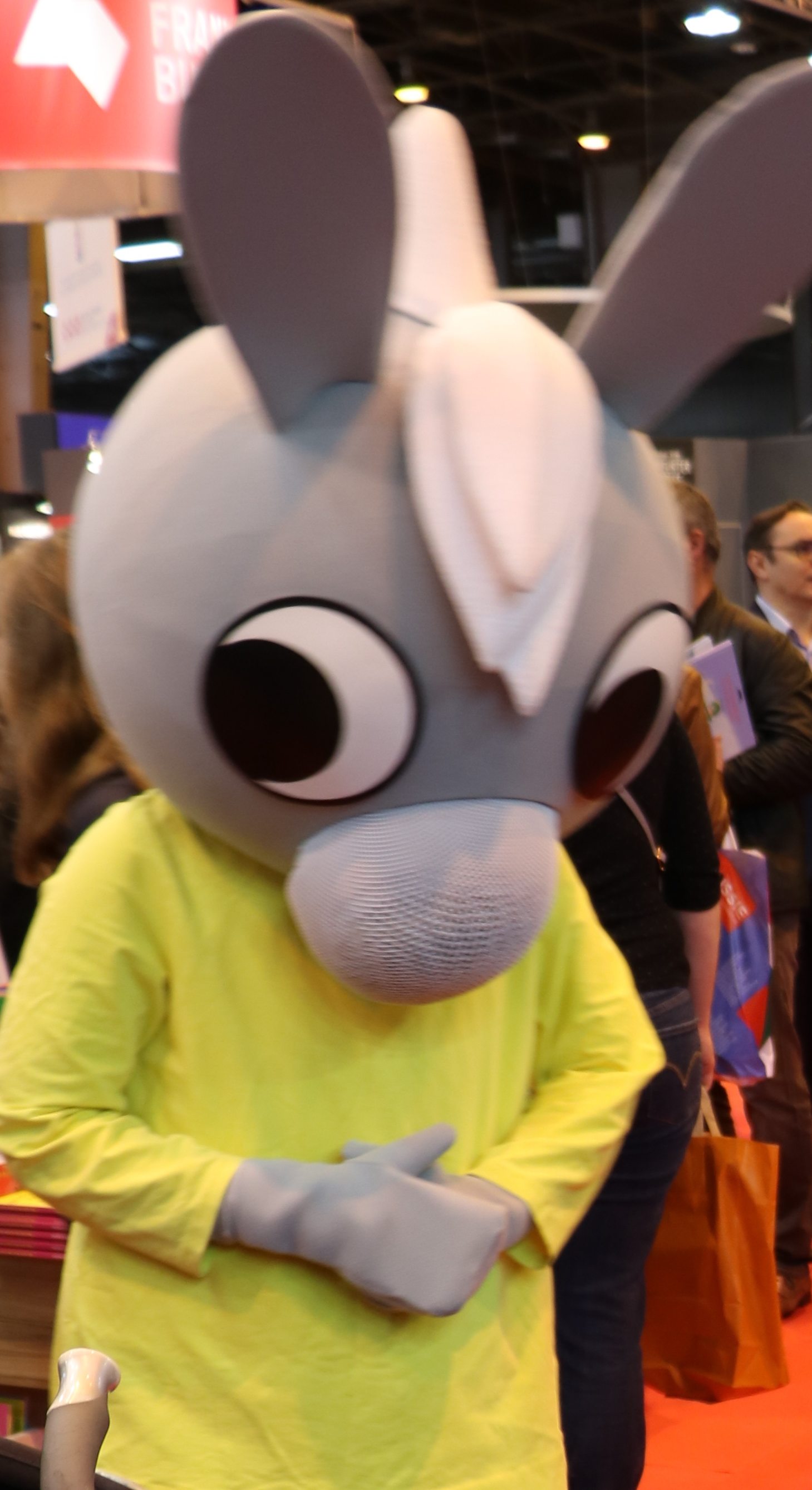
Costume di Trotro al Salone del libro di Parigi nel 2018

### Trotro si diverte
- Trotro è un piccolo mostro
- Trotro gioca a nascondino
- Trotro musicista
- Trotro gioca sotto le coperte
- Trotro si traveste
- Trotro si veste
- Trotro fa i complimenti
- Trotro va in bicicletta
- La foto di Trotro
- Pronto, Trotro?
- Trotro piccolo clown
- Trotro spaventa Nana
- Trotro è un piccolo papà

### Trotro è molto goloso
- Trotro ha una bella cartella
- Trotro fa le corse
- Trotro sa leggere
- Trotro è innamorato
- Trotro e il pesce
- Trotro e il suo letto
- Trotro si lava
- Trotro lava Nounours
- Trotro si diverte
- Trotro e il riccio
- Trotro fa la zuppa
- Trotro e il picnic sul prato
- Trotro fa una torta

### Trotro e il suo zoo
- Trotro campione di judo
- Trotro e l'anniversario di Nana
- Trotro e il cervo volante
- Trotro gioca coi suoi piedi
- Trotro parte per le vacanze
- Il bagno di Trotro
- Trotro corre
- Trotro è gentile
- Trotro e il castello di sabbia
- Trotro e la caccia al tesoro
- Trotro trotterella
- Trotro e le somiglianze
- Lo zoo di Trotro

### Trotro disegna
- Trotro e la pioggia
- Trotro pulisce la sua cameretta
- Trotro dipinge
- Trotro non vuole prestare i suoi giochi
- Trotro vuole una caramella
- Trotro fa il pisolino
- Quando Trotro sarà grande
- Trotro fa le bolle
- Trotro disegna
- Trotro ritrova Nounours
- Silenzio Trotro!
- Trotro è un bebè
- Trotro sa fare tutto da solo

### Trotro giardiniere
- Trotro e il suo secchio
- Trotro arrossisce
- Trotro arrotola
- Trotro e il pesce rosso
- Trotro e la tartaruga
- La capanna di Trotro
- I fiori di Trotro
- Trotro e l'uccello
- Trotro piccolo giardiniere
- Trotro e il giardino
- Trotro e il nido
- Trotro va a pesca
- Trotro è di cattivo umore

### Trotro e il Natale
- Trotro e l'albero di Natale
- Trotro e lo slittino
- Trotro e l'uomo di neve
- Trotro e il sacco portafortuna
- Trotro e la scatola dei segreti
- Trotro e il regalo di Natale
- Non ora Trotro!
- Trotro e orchestra
- Trotro è un grande
- La casa di Trotro
- Trotro gioca al mercato
- Trotro apprende a danzare
- Trotro e il fischietto